# Cantón de Lafrançaise
El cantón de Lafrançaise era una división administrativa francesa, que estaba situada en el departamento de Tarn y Garona y la región de Mediodía-Pirineos.

## Composición
El cantón estaba formado por cuatro comunas:
- Lafrançaise
- L'Honor-de-Cos
- Montastruc
- Piquecos

## Supresión del cantón de Lafrançaise
En aplicación del Decreto n.º 2014-273 de 27 de febrero de 2014, el cantón de Lafrançaise fue suprimido el 22 de marzo de 2015 y sus 4 comunas pasaron a formar parte; tres del nuevo cantón de Quercy-Aveyron y una del nuevo cantón de País de Serres Quercy-Sur.